# C.C.C.P.
För den kyrilliska förkortningen för Sovjetunionen, СССР, se Sovjetunionen.
C.C.C.P. är en tysk synthgrupp ledd av Rasputin Stoy. 
Gruppen hade en hit med låten "American-Soviets" som låg på Tysklands topplistas 39:e plats 1986. 
Gruppen upplöstes 1992, men återförenades 2004. Bandet splittrades åter 2015.

## Diskografi

### Album
- Liaisons II-Beatamax/CCCP (1986)
- The World (1990)
- Best of C.C.C.P.: 1985-1992 (1992, samlingsalbum)
- The Hallucinogenic Toreador (1992)
- The Cosmos (1996)
- Journey Through the Past (2004)
- Quantic Shamanism Through Digital Western (2008)
- C.C.C.P. Live @ Numbers Night Club 2013 Houston TX (2013, livealbum)
- Decadance Club (Mirror of My Soul) (2010)
- „Official“ The World (2014, remixalbum)
- Decadance Club (Blue!) (2018)

### Singlar
- "American-Soviets" (1986)
- "Made in Russia" (1987)
- "Orient Express" (1988)
- "United States of Europe" (1989)
- "In Memory of Salvador Dali" (1989)
- "Liquid Sky" (1990)
- "Conquestadors II (Santa Maria)" / "Strengh Versus Corage" / "Conquestadors" (1990)
- "Orient Express RMX 1991" (1991)
- "The Preacher" (1996)
- "3rd Millennium" (1999)
- "Decadance" (2010)